# Landesärztekammer Thüringen
Die Landesärztekammer Thüringen ist die Ärztekammer für das Land Thüringen. Sie ist eine Körperschaft des öffentlichen Rechts mit Sitz in Jena.

## Organisation
Die Landesärztekammer Thüringen besteht aus zwei Organen:
- Kammerversammlung (43 Mitglieder)
- Vorstand (Präsidentin, 2 Vizepräsidenten, 4 Beisitzer)

## Aufgaben
Die Landesärztekammer Thüringen ist das Selbstverwaltungsorgan der Thüringer Ärzteschaft. Ihr gehören alle Ärzte Thüringens an. Die Aufgaben der Landesärztekammer sind im Heilberufsgesetz des Landes Thüringen geregelt. Dazu gehören:
- Interessenwahrnehmung
- Fort- und Weiterbildung
- Berufsaufsicht
- Qualitätsüberprüfung
- Altersversorgung
- Beratung von Behörden
- Information der Bevölkerung

## Geschichte
Gegründet wurde die Landesärztekammer Thüringen zunächst in der Rechtsform eines eingetragenen Vereins „Landesärztekammer Thüringen e.V.“ am 7. Juli 1990 in Erfurt. Den Vereinsvorsitz hatte Eggert Beleites inne, der später langjähriger Präsident der Kammer werden sollte. Am 2. Oktober 1990 und damit nur einen Tag vor dem Ende der Deutschen Demokratischen Republik wurde ihr vom letzten Minister für Gesundheitswesen der Deutschen Demokratischen Republik Jürgen Kleditzsch der Körperschaftsstatus zuerkannt.